# Anactinia superficialis
Espèce
Anactinia superficialis est une espèce de cnidaires de la famille des Arachnactidae.

## Systématique
Le nom valide complet (avec auteur) de ce taxon est Anactinia superficialis (Bamford, 1912).
L'espèce a été initialement classée dans le genre Ovactis sous le protonyme Ovactis superficialis Bamford, 1912.
Anactinia superficialis a pour synonyme :
- Ovactis superficialis Bamford, 1912